# 1907
1907 (MCMVII) je bilo navadno leto, ki se je po gregorijanskem koledarju začelo na ponedeljek.

## Dogodki
- 14. januar - v potresu, ki prizadene mesto Kingston na Jamajki, umre skoraj 1000 ljudi.
- 15. – 16. marec - na Finskem potekajo prve državnozborske volitve na svetu, na katerih je dovoljeno kandidirati ženskam, prvič v Evropi imajo ženske volilno pravico.
- 18. marec - romunske oblasti razglasijo izredno stanje in vpokličejo vojsko za zatrtje množičnega kmečkega upora.
- 3. junij - po ukazu Nikolaja II. je razpuščen parlament (Duma) Ruskega imperija, hkrati premier Stolipin objavi nov, izrazito konzervativen volilni zakon.
- 10. junij - s štartom v Pekingu se prične avtomobilistična dirka Peking - Pariz.
- 26. junij - ruski Boljševiki oropajo poštno kočijo s pošiljko denarja v Tbilisiju za financiranje revolucionarnih aktivnosti, pri čemer umre 40 ljudi.
- 19. julij - v Istanbulu je ustanovljen nogometni klub Fenerbahçe SK.
- 25. julij - Koreja postane japonski protektorat.
- 1. – 9. avgust - Robert Baden-Powell organizira prvi tabor za tabornike.
- 31. avgust - s pristopom Rusije k politični zvezi Združenega kraljestva in Francije nastane trojna antanta.
- 26. september - Nova Zelandija in Nova Fundlandija postaneta neodvisni državi znotraj Skupnosti narodov.
- 17. oktober - Guglielmo Marconi vzpostavi komercialno čezatlantsko radijsko zvezo.
- 13. november - francoski izumitelj Paul Cornu izvede prvi samostojni polet s helikopterjem.
- 8. december - Gustav V. postane kralj Švedske ob smrti svojega očeta Oskarja II.

## Rojstva
- 5. januar - Anton Ingolič, slovenski pisatelj († 1992)
- 23. januar - Hideki Jukava, japonski fizik, nobelovec († 1981)
- 12. marec - Dorrit Hoffleit, ameriška astronomka († 2007)
- 13. marec - Mircea Eliade, romunski religiolog, zgodovinar, filozof († 1986)
- 23. marec - Daniel Bovet, švicarsko-italijanski farmakolog, nobelovec († 1992)
- 3. april - Isaac Deutscher, britanski zgodovinar marksizma († 1967)
- 15. april - Nikolaas Tinbergen, nizozemski ornitolog, nobelovec († 1988)
- 18. april - Lars Valerian Ahlfors, finski matematik († 1996)
- 20. april - Jože Gorjup, slovenski slikar, kipar in grafik († 1932)
- 12. maj - Katharine Hepburn, ameriška filmska igralka († 2003)
- 22. maj - sir Laurence Kerr Olivier, angleški gledališki igralec in režiser († 1989)
- 26. maj - John Wayne, ameriški filmski igralec († 1979)
- 27. maj - Rachel Carson, ameriška biologinja in okoljevarstvenica († 1964)
- 4. junij - Marjan Kozina, slovenski skladatelj († 1966)
- 8. junij - 
  - Aleš Bebler, slovenski general, politik in diplomat († 1981)
  - Svetozar Ilešič, slovenski geograf († 1985)
- 17. junij - Charles Ormond Eames mlajši, ameriški oblikovalec in arhitekt († 1978)
- 26. junij - Ignac Koprivec, slovenski pisatelj, novinar in urednik († 1980)
- 6. julij - Frida Kahlo, mehiška slikarka († 1954)
- 7. julij - 
  - Ida Kravanja - Ita Rina, slovenska filmska igralka († 1979)
  - Robert A. Heinlein, ameriški pisatelj († 1988)
- 16. julij - Barbara Stanwyck, ameriška igralka († 1990)
- 18. september - Edwin McMillan, ameriški fizik, nobelovec († 1991)
- 21. september - sir Edward Crisp Bullard, angleški geofizik († 1980)
- 22. september - Maurice Blanchot, francoski pisatelj in filozof († 2003)
- 26. september - Anthony Blunt, angleški umetnostni zgodovinar in vohun († 1983)
- 2. oktober - Alexander Robertus Todd, škotski biokemik, nobelovec († 1997)
- 14. november - Astrid Lindgren, švedska pisateljica († 2002)
- 4. december - Edvard Ravnikar, slovenski arhitekt († 1993)
- 5. december - Lin Biao, kitajski general in politik († 1971)
- 15. december - Oscar Niemeyer, brazilski arhitekt († 2012)

## Smrti
- 20. januar - Dimitrij Ivanovič Mendelejev, ruski kemik (* 1834)
- 16. februar - Giosuè Carducci, italijanski pisatelj, nobelovec (* 1835)
- 20. februar - Henri Moissan, francoski kemik, nobelovec (* 1852)
- 18. marec - Marcellin Berthelot, francoski kemik in politik  (* 1827)
- 13. maj - Josip Stare, slovenski pripovednik, zgodovinar (* 1842)
- 23. junij - Hod Stuart, kanadski hokejist (* 1879)
- 13. avgust - Hermann Carl Vogel, nemški astronom (* 1841)
- 4. september - Edvard Hagerup Grieg, norveški skladatelj in pianist (* 1843)
- 6. september - Sully Prudhomme, francoski pesnik in filozof, nobelovec (* 1939)
- 12. september - Ilja Čavčavadze, gruzijski pesnik (* 1837)
- 22. november - Asaph Hall, ameriški astronom (* 1829)
- 17. december - sir William Thomson (lord Kelvin), škotski fizik in inženir (* 1824)
- 8. december - Oskar II., švedski kralj (* 1829)

## Nobelove nagrade
- Fizika - Albert Abraham Michelson
- Kemija - Eduard Buchner
- Fiziologija ali medicina - Charles Louis Alphonse Laveran
- Književnost - Rudyard Kipling
- Mir - Ernesto Teodoro Moneta, Louis Renault